# Argyrogrammana johannismarci
Espèce
Argyrogrammana johannismarci est un insecte lépidoptère appartenant à la famille  des Riodinidae et au genre Argyrogrammana.

## Dénomination
Argyrogrammana johannismarci a été nommée par Christian Brévignon en 1995

## Écologie et distribution
Argyrogrammana johannismarci est présent en Guyane, en Équateur et au Pérou.

### Biotope
Il réside dans la forêt tropicale.